# جاك أ. براون
جاك أ. براون هو مربي ماشية وسياسي أمريكي، ولد في 2 مايو 1929، وتوفي في 28 أكتوبر 2015. انتخب عضو مجلس شيوخ أريزونا ‏.